# Brian Bóruma
Brian mac Cennétig (kolem roku 941 – 23. dubna 1014 u Clontarfu), zvaný též Brian Bóruma či Brian Boru, byl v letech 1002–1014 irským velekrálem. Pocházel z rodu Dál Cais. Roku 976 získal vládu v Munsteru, rovněž si podrobil Connacht i Leinster a roku 1002 se po dohodě s dosavadním velekrálem Máel Sechnaillem stal velekrálem Irska. V následujících letech se Boru staral o konsolidaci svých pozic a centralizaci Irska, proto podporoval církev v Irsku, především církevní primát biskupů z Armaghu nad celým ostrovem. Leinster a Dublin však Briana nerespektovaly. Proto se je vydal roku 1014 definitivně pokořit. V bitvě u Clontarfu v Dublinském zálivu porazil spojené vojsko vzbouřeného Leinsteru a dublinských Vikingů. V boji však sám zahynul. Důsledkem Boruových vítězství bylo sice zlikvidování vikinské vojenské aktivity na ostrově, ale žádnému z následníků se nepodařilo zopakovat jeho úspěch. Brian Bóruma je pohřben v Armaghu v Severním Irsku.